# Georges Urbain
Georges Urbain (Parigi, 12 aprile 1872 – Parigi, 5 novembre 1938) è stato un chimico francese.
Studiò alla École supérieure de physique et de chimie industrielles de la ville de Paris. Dal 1908 al 1928 fu docente di chimica dei minerali alla facoltà di scienze dell'Università di Parigi.
Dal 1928 al 1938 fu direttore della École nationale supérieure de chimie de Paris (Chimie ParisTech).
Nel 1907 scoprì l'elemento chimico lutezio, di numero atomico 71.